# Cerkiew św. Włodzimierza w Jackson
Cerkiew św. Włodzimierza – prawosławna cerkiew w Jackson, w jurysdykcji eparchii wschodnioamerykańskiej i nowojorskiej Rosyjskiego Kościoła Prawosławnego poza granicami Rosji. 
Budowa cerkwi została zainicjowana w 1938, jednak prace budowlane na szerszą skalę rozpoczęły się dopiero dwa lata później, dzięki wysiłkom arcybiskupa Witalisa (Maksimienki). Po jego śmierci w 1960 jego starania kontynuował arcybiskup Nikon (Rklicki). Budowę finansowali rosyjscy emigranci mieszkający w Stanach Zjednoczonych. Świątynia została oddana do użytku w 1988. Obydwaj hierarchowie kościoła szczególnie zaangażowani w jej powstanie zostali pochowani w dolnej cerkwi Opieki Matki Bożej.
W zamiarze twórców świątynia jest cerkwią-pomnikiem chrztu Rusi, jak również symbolem jedności całej rosyjskiej diaspory. Jest administrowana przez stowarzyszenie św. Włodzimierza i nie należy do żadnej parafii. Honorowym proboszczem świątyni jest zwierzchnik Rosyjskiego Kościoła Prawosławnego poza granicami Rosji, zastępowany w codziennej pracy duszpasterskiej przez wyznaczonego duchownego. 
We wnętrzu cerkwi znajduje się czterorzędowy ikonostas. Ściany obiektu zdobi zespół fresków – największy z nich obrazuje chrzest Kijowian w 988. Na elewacjach świątyni znajdują się mozaikowe wizerunki św. Włodzimierza oraz Świętych Borysa i Gleba.